# Rosenborg

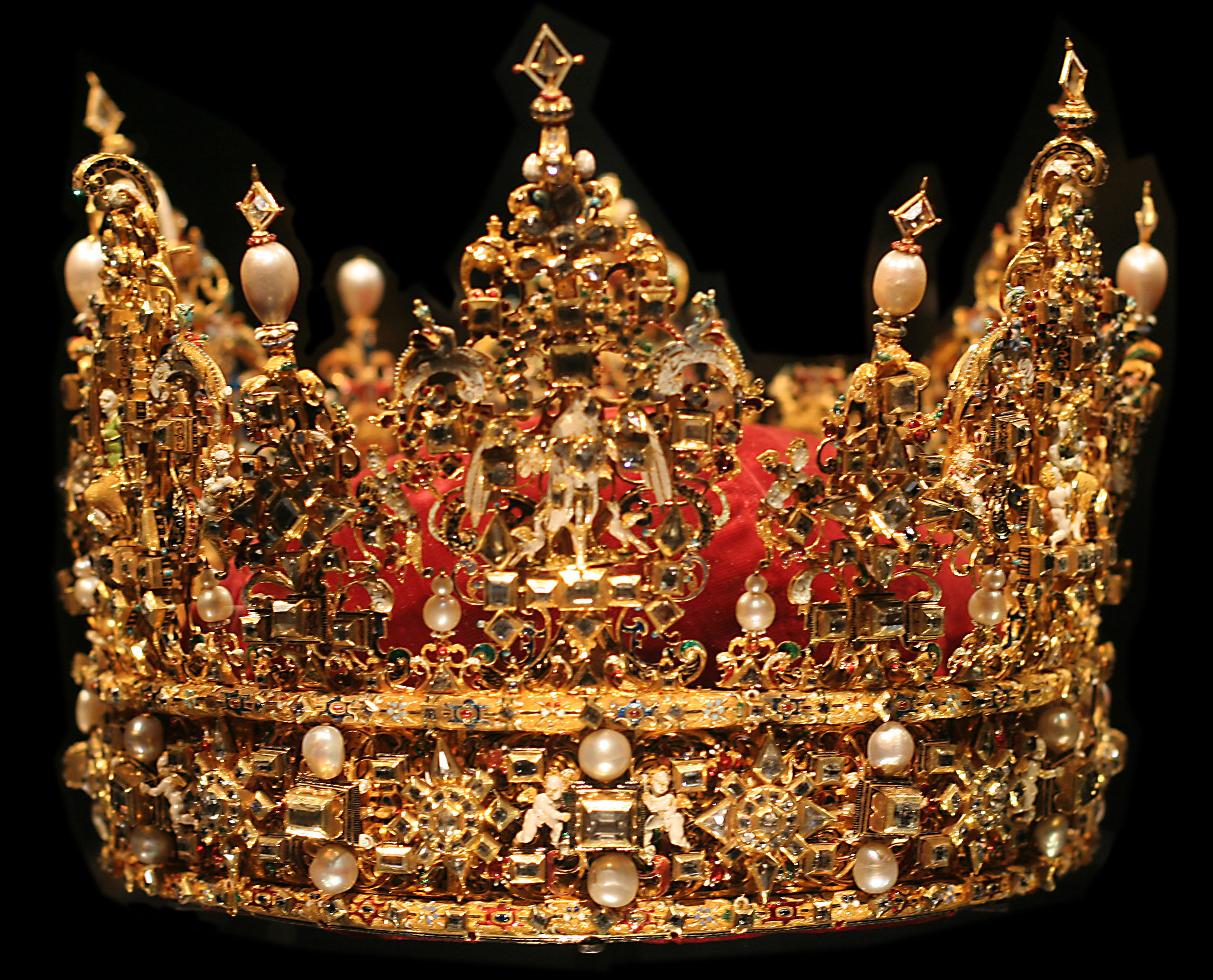
Korona Chrystiana IV wystawiona w skarbcu zamku Rosenborg

Zamek Rosenborg – dawna rezydencja podmiejska królów Danii w Kopenhadze, obecnie muzeum poświęcone duńskim monarchom z dynastii Oldenburgów i jeden z najbardziej rozpoznawalnych budynków stolicy Danii.

## Historia
Zamek Rosenborg, który był jedną z wielu inwestycji bardzo aktywnego na polu budownictwa Chrystiana IV, powstawał etapami pomiędzy 1606 a 1634 r. Król Chrystian IV pragnął zbudować dla siebie podmiejską rezydencję znajdującą się jednak w pobliżu Kopenhagi i miejsce wytchnienia od ponurego Christiansborga, znajdującego się w obrębie fortyfikacji starego miasta. Wybór padł na tereny położone na północ od wałów obronnych stolicy. W latach 1606−1607 król kazał tam wznieść dwukondygnacyjny pałacyk, który został w trakcie następnej przebudowy włączony w obręb nowego zamku. W latach 1613−1615 został on dwukrotnie powiększony, osiągając obecną powierzchnię. 
W latach 1616-1624 zamek został podwyższony o jedno piętro i dobudowano doń dwie wieże od strony wschodniej, które przykryto hełmami. Od strony zachodniej postawiono wyższą od pozostałych pojedynczą wieżę, a w 1634 r. dodano wieżyczkę z klatką schodową kończąc tym samym dzieło budowy zamku. Zamek został zbudowany według projektu niderlandzkich architektów pod kierunkiem Hansa van Steenwinkela Juniora przy znaczącym udziale króla Chrystiana IV, który też przeniósł się tutaj ze dworem.
Niderlandzcy architekci nadali zamkowi formy i wystrój zgodny z założeniami ówcześnie modnego renesansu niderlandzkiego. Wokół zamku powstał park zwany Ogrodem Króla (Kongens Have), a sam budynek został otoczony fosą. Chrystian IV zakończył swój żywot właśnie w Rosenborgu, gdzie zmarł 26 lutego 1648 r. Jego następcy, Fryderyk III i Chrystian V także często przebywali w Rosenborgu, ale na pocz. XVIII w. dwór duński przestał tam bywać preferując inne rezydencje. Fryderyk IV uważał Rosenborg za przestarzały i niemodny. Chrystian VII był ostatnim królem Danii, który spędził noc w Rosenborgu. Stało się to po przegranej przez Duńczyków bitwie na redzie portu kopenhaskiego w 1801 r. Zamek przetrwał nienaruszony wraz z wyposażeniem wnętrz z czasów Chrystiana IV, nadawał się więc doskonale na muzeum, które otwarto w 1838 r.

## Muzeum
Zamek Rosenborg jest jednym z najbardziej znanych muzeów duńskich i zajmuje się dokumentowaniem historii dynastii Oldenburgów od XVI do XIX w. Na trzech kondygnacjach budynku znajdują się komnaty królewskie z kompletnym wyposażeniem pochodzącym w większości z XVII i XVIII w. Są pośród nich ciekawe meble, portrety królów i królowych, gobeliny, rozliczne precjoza i inne pamiątki po duńskich monarchach. Jednym z najciekawszych pomieszczeń jest Długa Sala, zwana także Salą Rycerską, gdzie znajdują się trony króla (z 1665 r. z ciosów narwala), królowej (z 1731 r.) i tron Chrystiana VI z 1740 r. Na zamku przechowywany jest również niezwykle cenny XVIII-wieczny serwis porcelanowy królów Danii Flora Danica, ozdobiony malowanymi z niezwykłą precyzją motywami przedstawiającymi duńską florę. W podziemiach zamku znajduje się skarbiec, w którym obok licznych wyrobów ze złota, srebra i szlachetnych kamieni, przechowywane są duńskie regalia koronacyjne (wystawione na widok publiczny od 1922 r.):
- Korona Chrystiana IV z 1569 r.
- Korona Chrystiana V z 1670 r.
- Korona królowej z 1731 r.
- Berło Fryderyka III z 1648 r.
- Jabłko królewskie z 1648 r.
- Rapier koronacyjny z 1648 r.
- Ampułka na oleje święte z 1648 r. i pozostałe regalia[4].

Po inwazji Niemiec na Danię w 1940 r. duńskie regalia zostały zakopane w podziemiach Rosenborga, ponieważ istniała obawa, że Niemcy będą chcieli je zrabować, tak jak to uczynili wcześniej w Czechosłowacji. Po wojnie regalia zostały wyjęte ze skrytki i ponownie wystawione na widok publiczny.